# Municipio de Erin (Iowa)
El municipio de Erin (en inglés: Erin Township) es un municipio ubicado en el condado de Hancock en el estado estadounidense de Iowa. En el año 2010 tenía una población de 202 habitantes y una densidad poblacional de 2,14 personas por km².

## Geografía
El municipio de Erin se encuentra ubicado en las coordenadas 43°2′21″N 93°47′35″O / 43.03917, -93.79306. Según la Oficina del Censo de los Estados Unidos, el municipio tiene una superficie total de 94.26 km², de la cual 94,26 km² corresponden a tierra firme y (0 %) 0 km² es agua.

## Demografía
Según el censo de 2010, había 202 personas residiendo en el municipio de Erin. La densidad de población era de 2,14 hab./km². De los 202 habitantes, el municipio de Erin estaba compuesto por el 98,51 % blancos, el 0,5 % eran asiáticos y el 0,99 % eran de una mezcla de razas. Del total de la población el 4,95 % eran hispanos o latinos de cualquier raza.